# Senecio verbascifolius
Senecio verbascifolius là một loài thực vật có hoa trong họ Cúc. Loài này được Burm. miêu tả khoa học đầu tiên năm 1845.